# Oleksandr Dachno
Oleksandr Dachno (ukrainisch Олександр Дахно, engl. Transkription Oleksandr Dakhno; * 19. Juni 1991 in Chaljawyn, Oblast Tschernihiw, Ukrainische SSR, UdSSR) ist ein ukrainischer Biathlet.
Oleksandr Dachno trat zuerst bei den Biathlon-Juniorenweltmeisterschaften 2010 in Torsby international auf und konnte im gleichen Jahr bei den Sommerbiathlon-Juniorenweltmeisterschaften in Duszniki-Zdrój mit der Staffel Silber gewinnen. Im Folgejahr war er sowohl bei den  Biathlon-Junioreneuropameisterschaften  in Ridnaun mit der Junioren-Mixed-Staffel wie auch bei den  Biathlon-Juniorenweltmeisterschaften in Nové Město na Moravě mit der Männer-Staffel jeweils auf dem 7. Rang. Seine erste Einzelmedaille gewann er bei den Sommerbiathlon-Juniorenweltmeisterschaften 2011 mit Silber in der Verfolgung, der 2012 in Ufa ein weiteres Silber in der Mixed-Staffel folgte.